# Ovesná Lhota
Ovesná Lhota (německy Hafer Lhota) je obec v okrese Havlíčkův Brod v Kraji Vysočina. Žije zde 167 obyvatel.

## Historie
První písemná zmínka o obci pochází z roku 1382.
V letech 2006–2010 působil jako starosta Vladimír Plešák, v letech 2010–2016 tuto funkci zastával Vladimír Šemík. V letech 2016–2017 zastával post starosty Pavel Mrkvička. Od dubna 2017 je starostkou obce Tereza Kadlecová.

## Kultura v obci
V obci je několik kulturních budov a objektů: obchod, pohostinství, kulturní dům a fotbalové hřiště.
| Rok            | 1869 | 1880 | 1890 | 1900 | 1910 | 1921 | 1930 | 1950 | 1961 | 1970 | 1980 | 1991 | 2001 | 2006 | 2014 |
| Počet obyvatel | 346  | 372  | 341  | 331  | 322  | 327  | 320  | 227  | 227  | 221  | 250  | 225  | 212  | 197  | 193  |